# Ežerėlis
Ežerėlis est une ville lituanienne ayant en 2005 une population d’environ 2 000 habitants.